# 奧克 (阿肯色州)
奧克（英語：Oark）是位於美國阿肯色州約翰遜縣的一個非建制地區。該地的面積和人口皆未知。

## 地理
奧克的座標為35°41′22″N 93°34′21″W / 35.68944°N 93.57250°W，而該地的平均海拔高度為310米（即1017英尺）。